# Moritz von Schwind

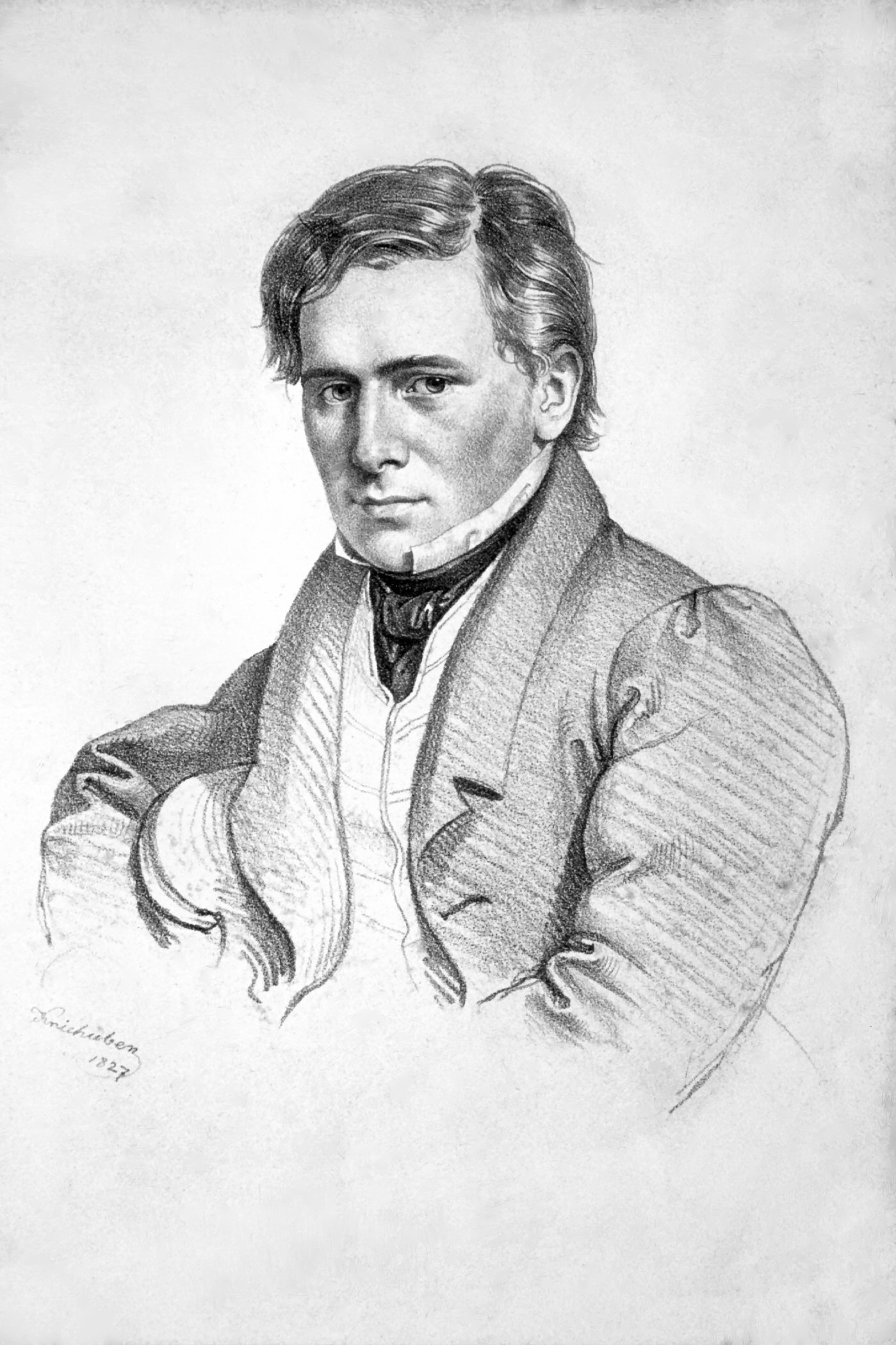
Moritz von Schwind (Josef Kriehuber litográfiája)

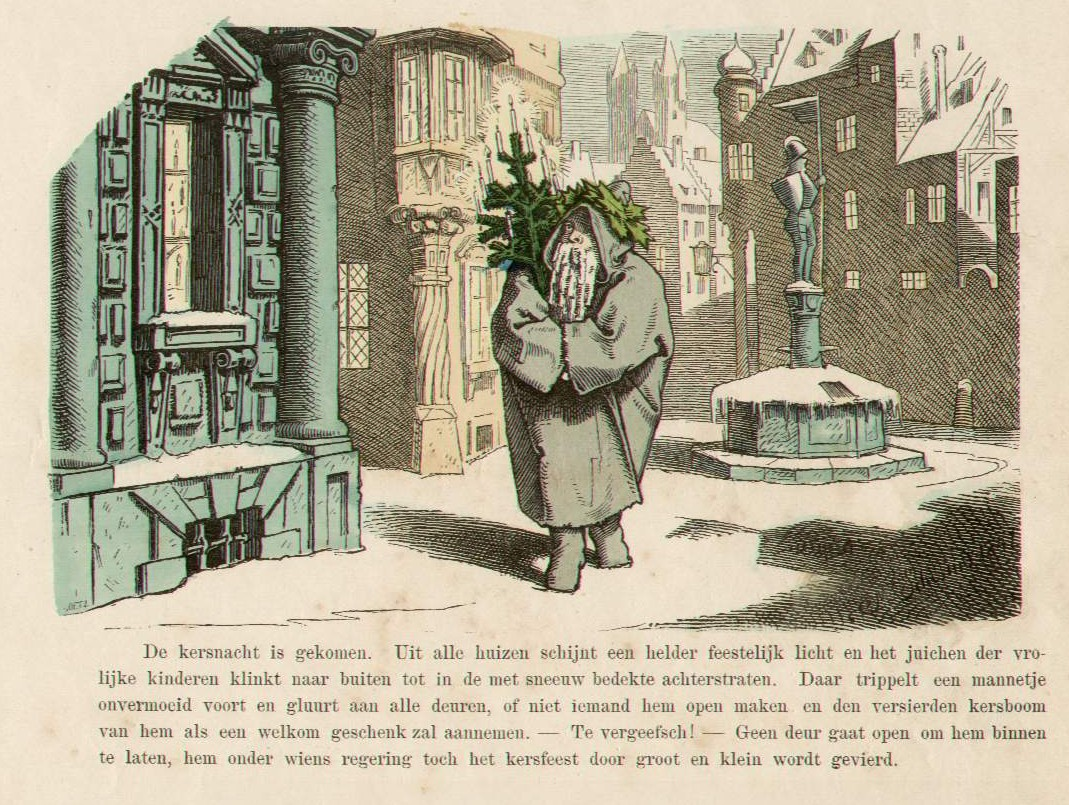
Moritz von Schwind volt a Télapó (Herr Winter) figurájának első megformálója

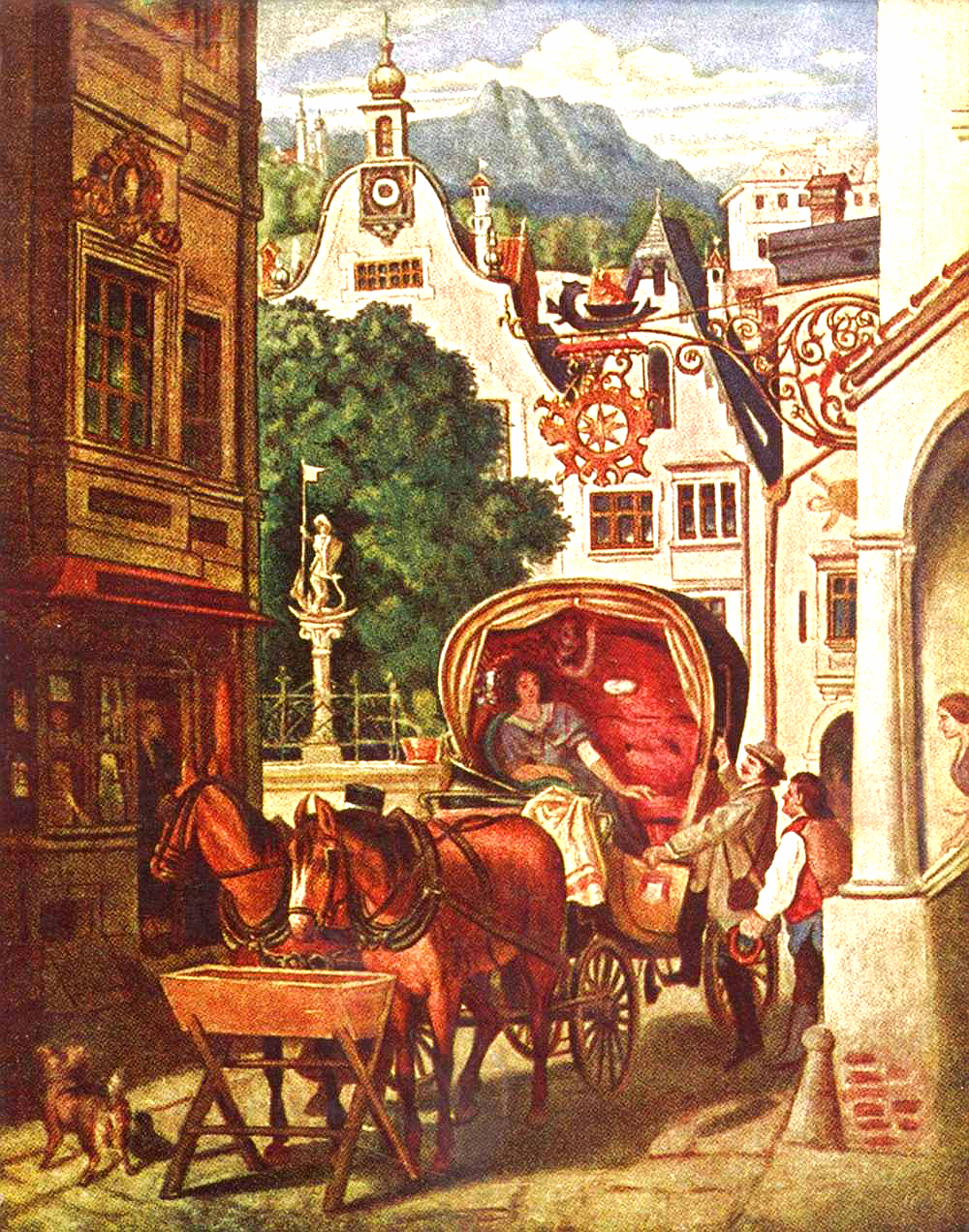
Nászutazás (1867)

Moritz Ludwig von Schwind (Bécs, 1804. január 21. – München, 1871. február 8.) osztrák festő.

## Élete
Ludwig Ferdinand Schnorr von Carolsfeldnél és a bécsi akadémián tanult. 1828-ban Münchenbe ment, ott egy ideig a helyi akadémiát látogatta, majd a királyné könyvtárát Tieck műveiből vett jelenetekkel díszítette. 1832-ben rövid ideig Rómában tartózkodott. 1838-ban fejezte be a Kurt lovag háztűznéző útját ábrázoló naiv egyszerűségű, költői képét (karlsruhei műcsarnok). A következő években festette a karlsruhei régiségtár fal- és mennyezetképeit, a műcsarnok lépcsőházának festményeit stb. 1844-től 1847-ig Frankfurtban tartózkodott és ez időben keletkezett nehány leghíresebb képe: a Nászutazás (München, Schack-féle képtár); A falkensteini lovaglás (lipcsei városi muzeum); A zenészek vagy a rózsa (berlini nemzeti képtár) stb. 1847-ben a Müncheni Képzőművészeti Akadémia tanára lett. Ekkor készült illusztrációi véglegesítették a képet, ahogy ma ismerjük a télapót (hosszú, fehér szakáll, piros ruha, csuklyás, köpenyes, testes alak). A Wartburg helyreállítása után Schwind magyarországi Árpád-házi Szent Erzsébet életéből vett freskóképeket festett benne. Témáit festőként elsősorban mondákból, mesékből és a népköltészetből vette. Freskóképeinél még nagyobb népszerűségre tett szert német népmeséket elbeszélő pompás akvarell képsorozataival: A csipkerózsika (1854); A hét holló (1858, weimari múzeum) és A szép Meluzina története (1870, bécsi múzeum). Egyéb művei: a reichenhalli plébániatemplom freskóképei; német operák alakjait ábrázoló freskóképei a bécsi új operaházban stb.

## Galéria

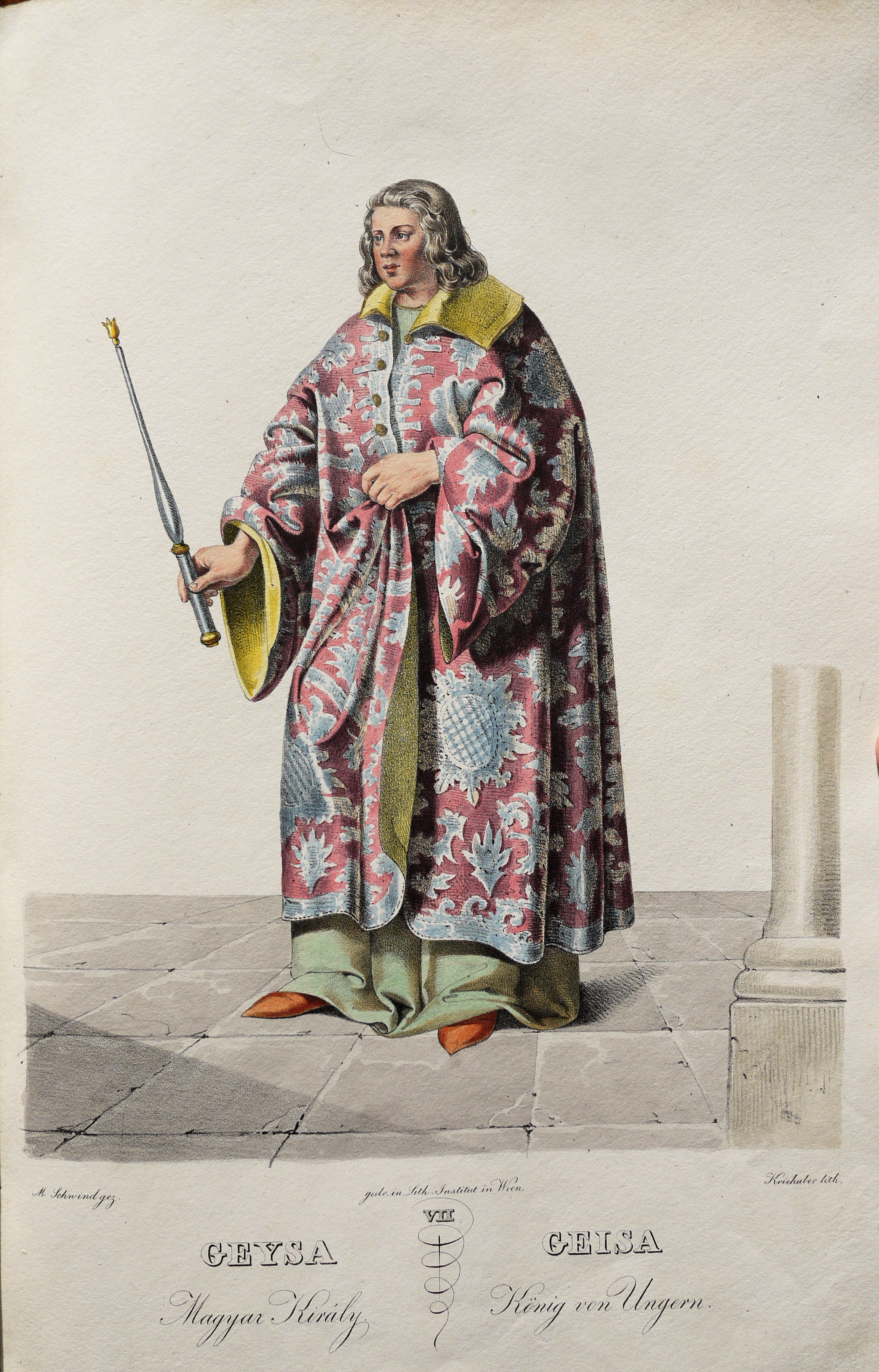
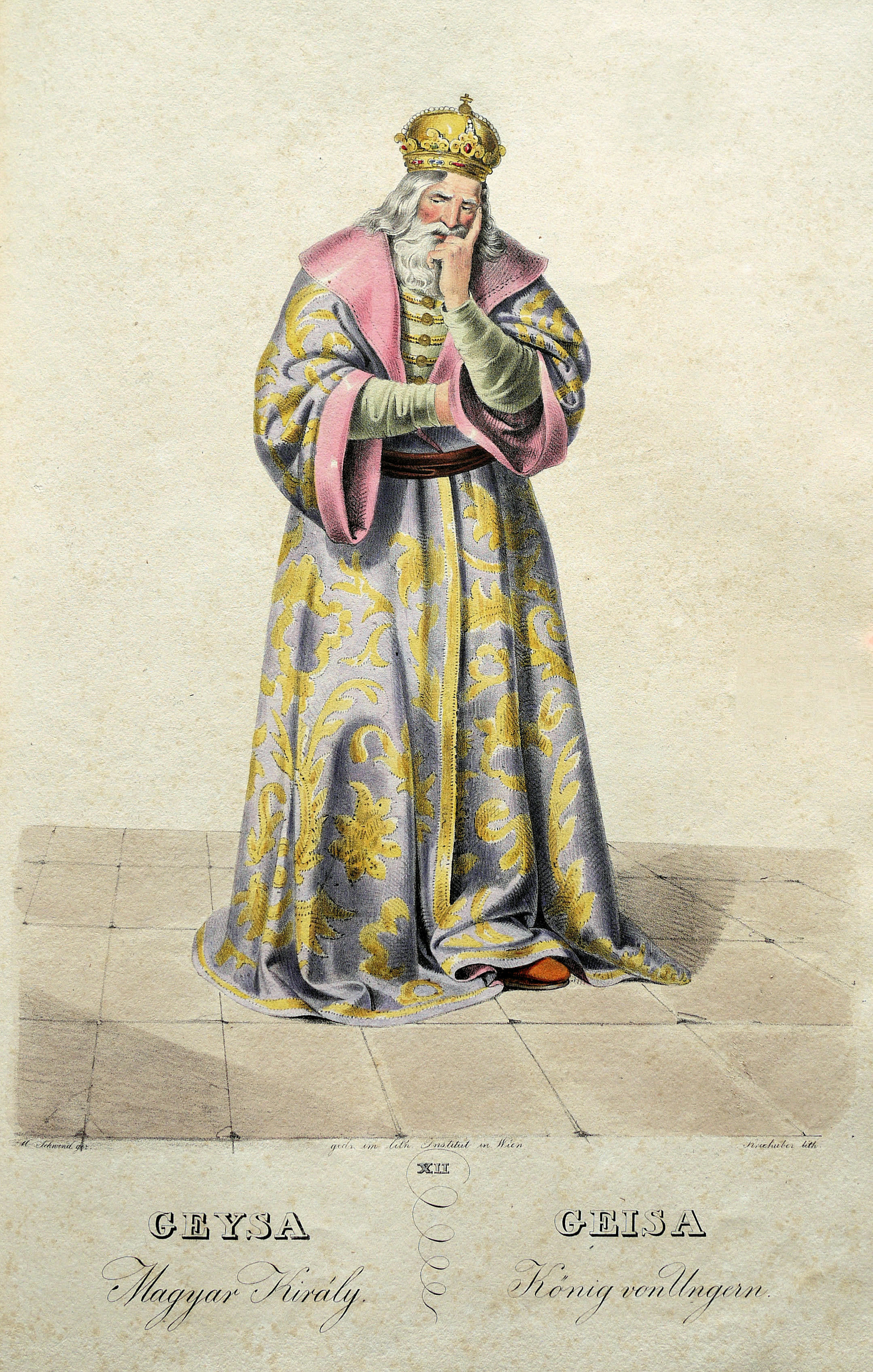
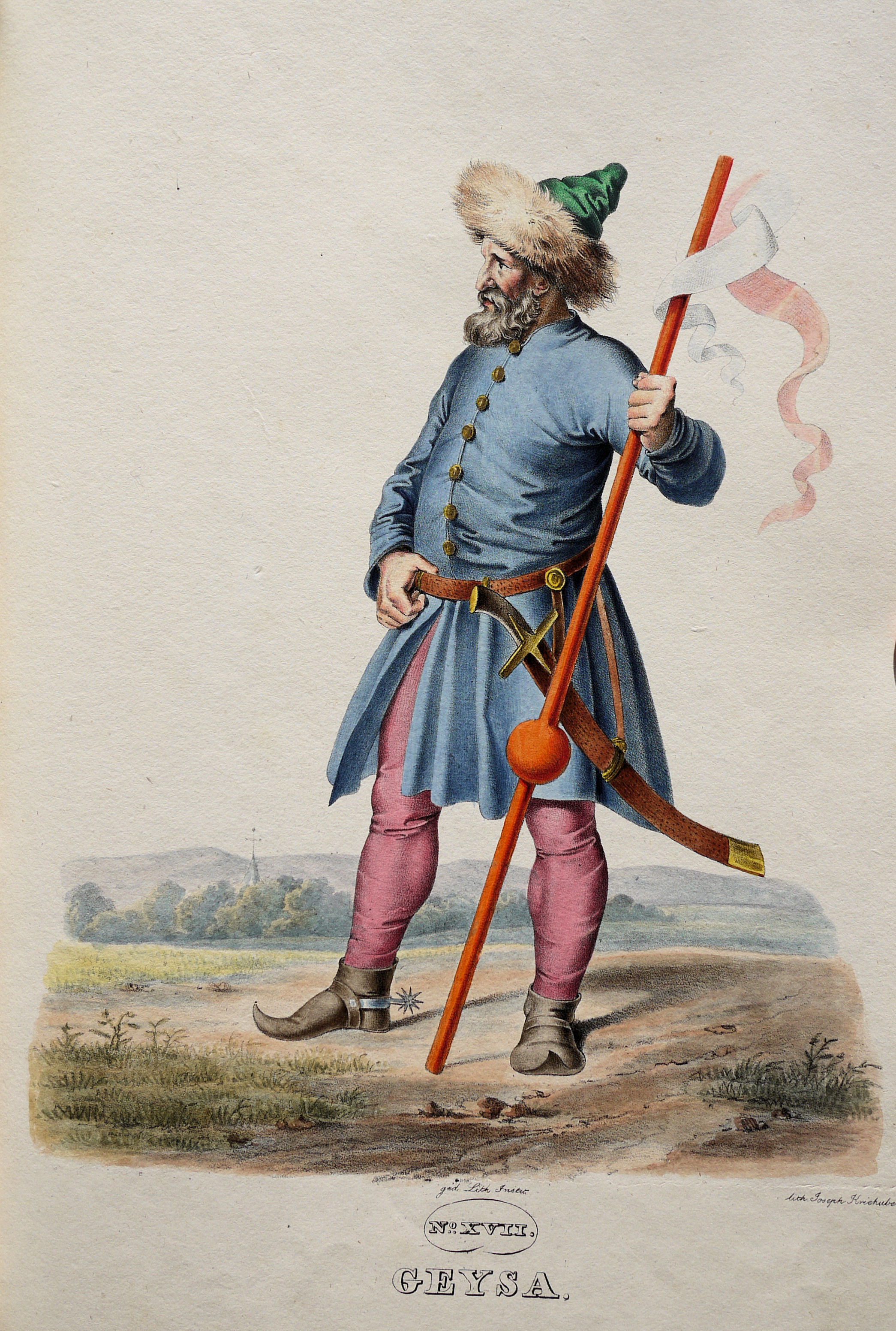
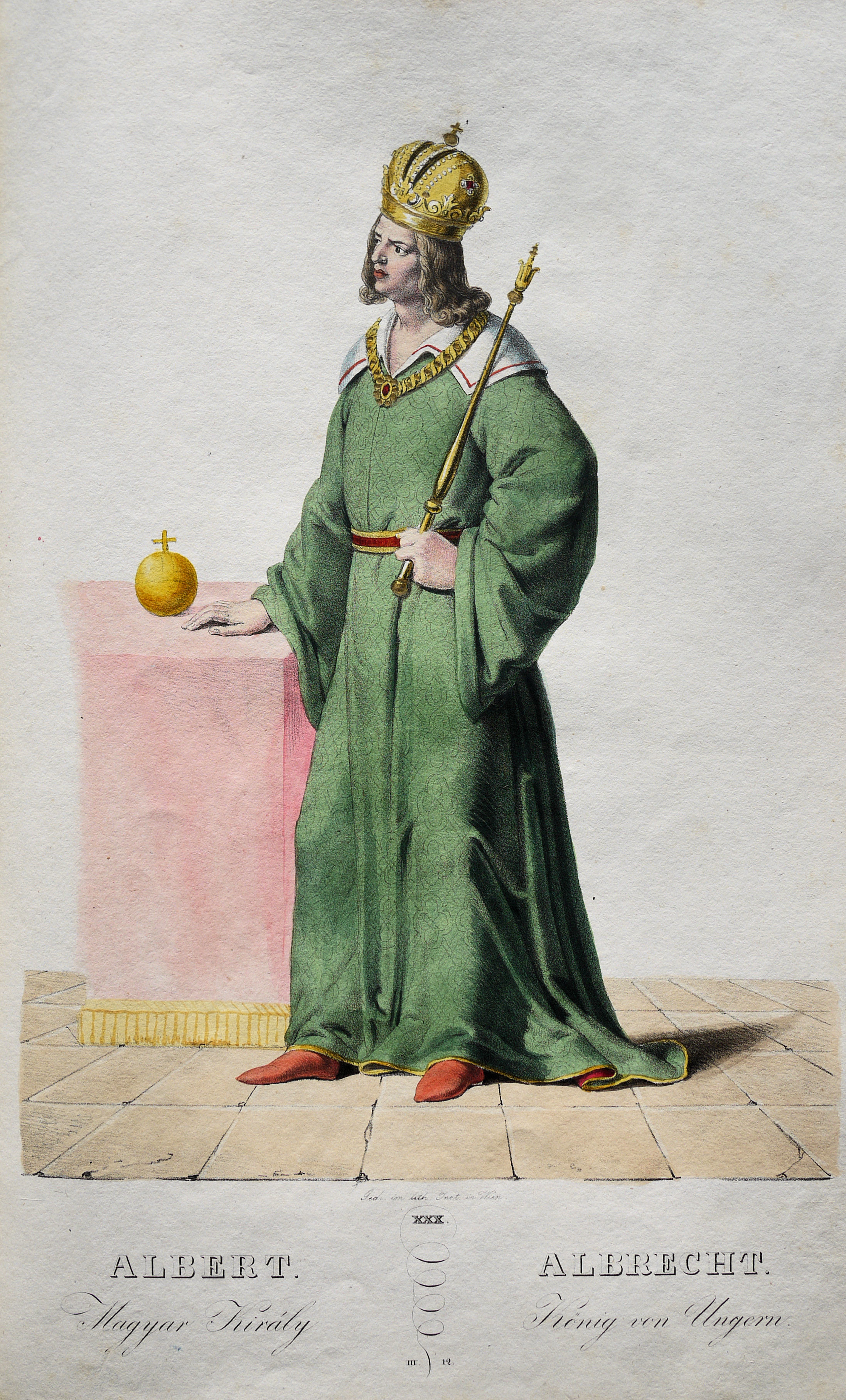
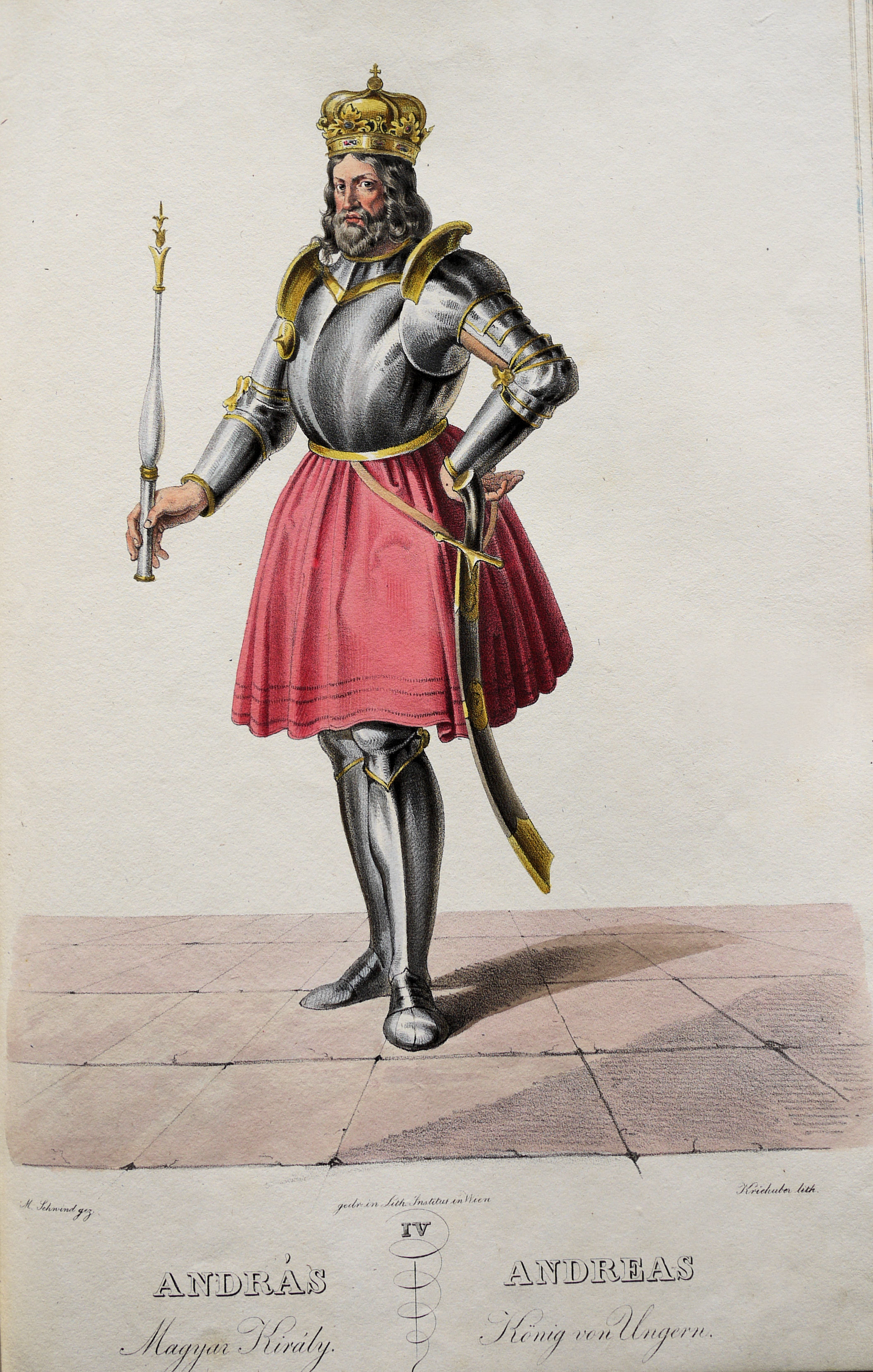
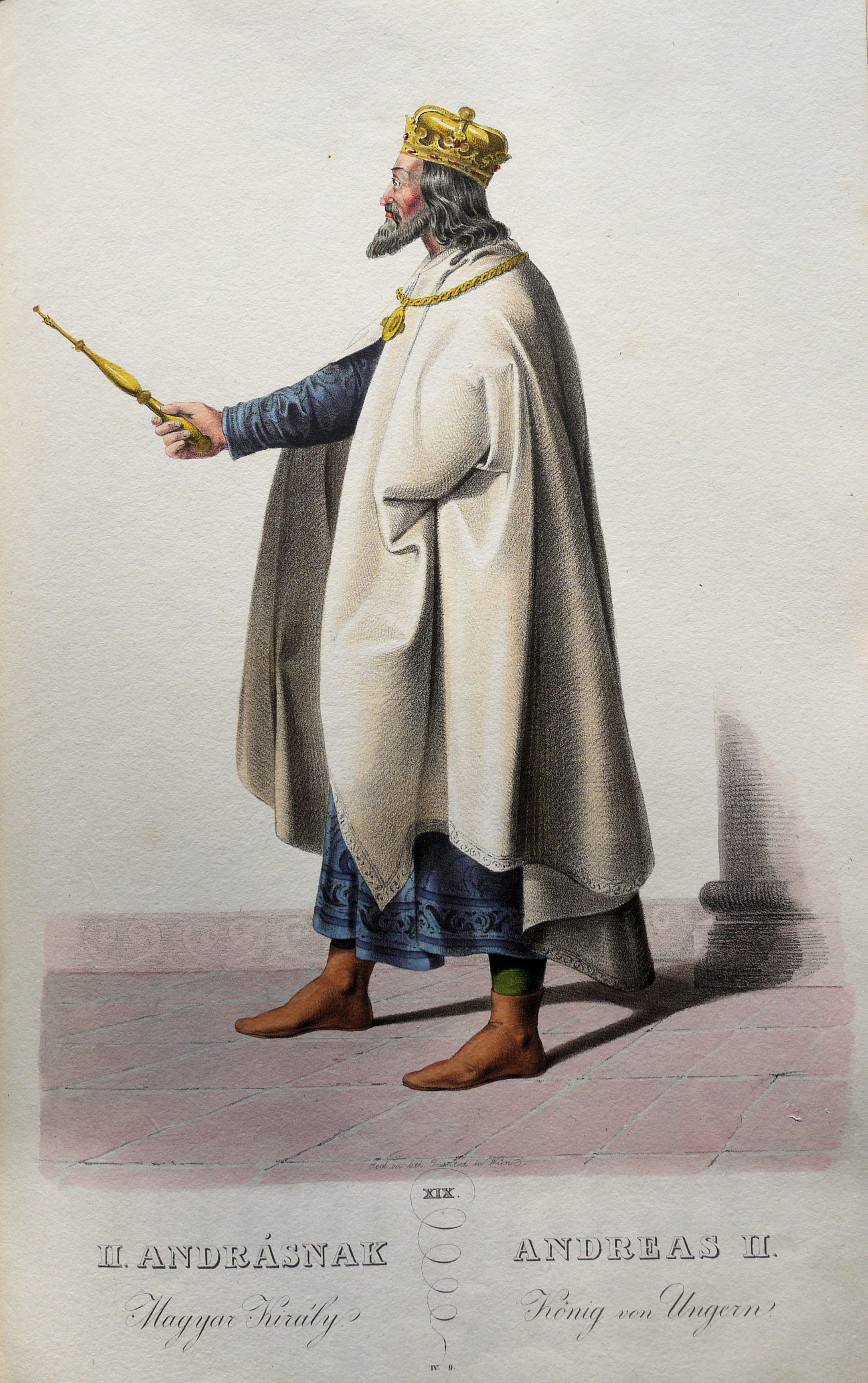
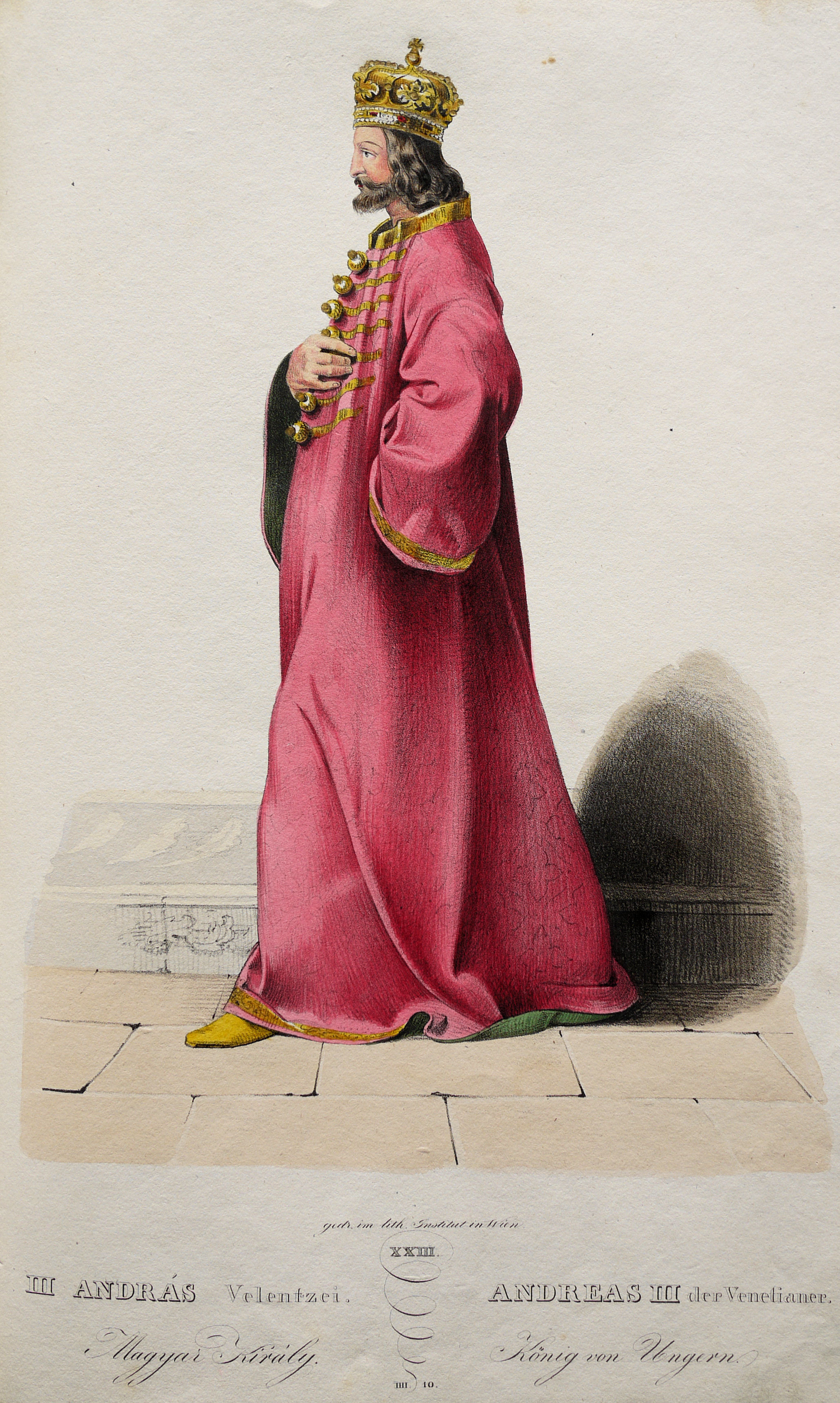
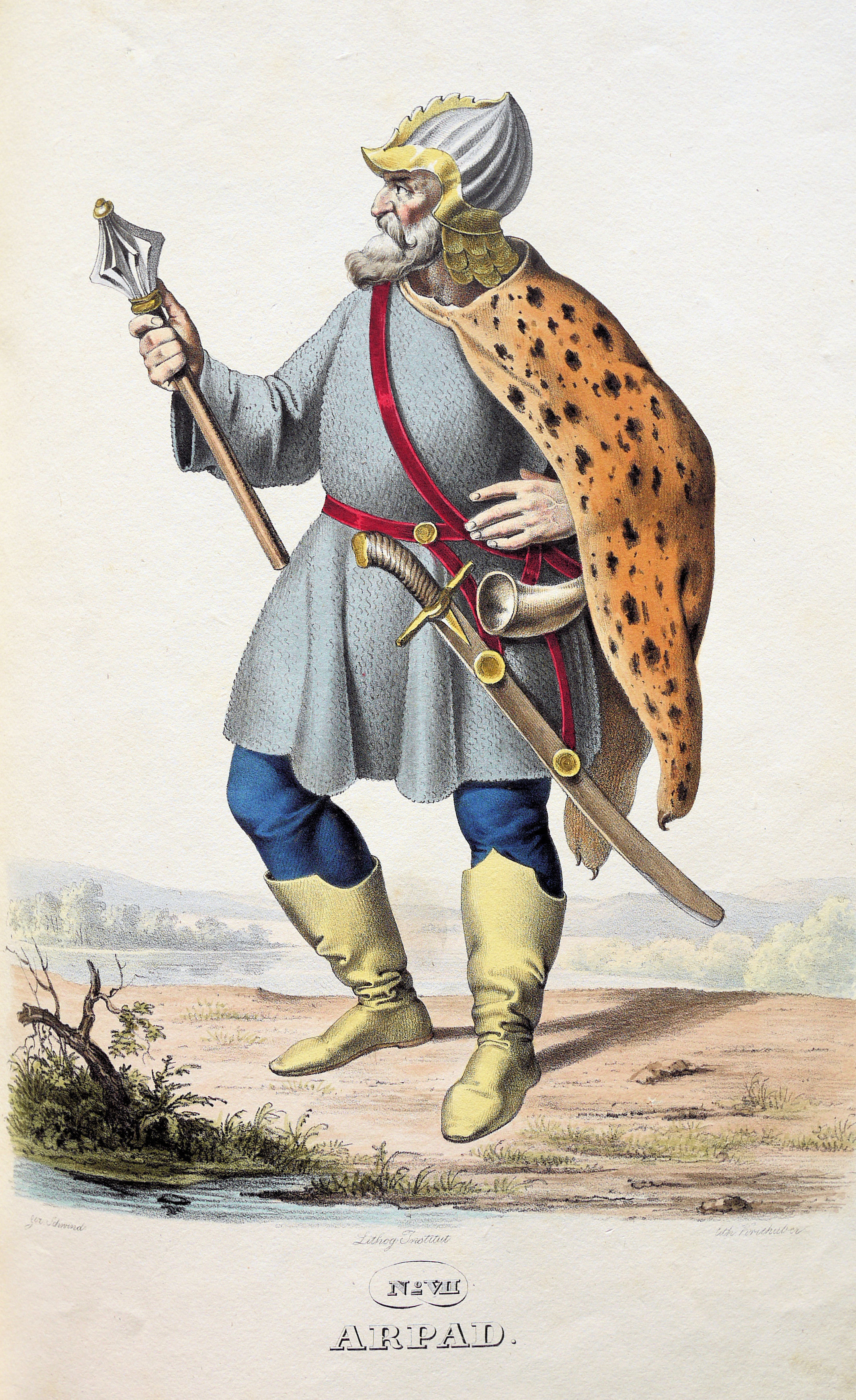
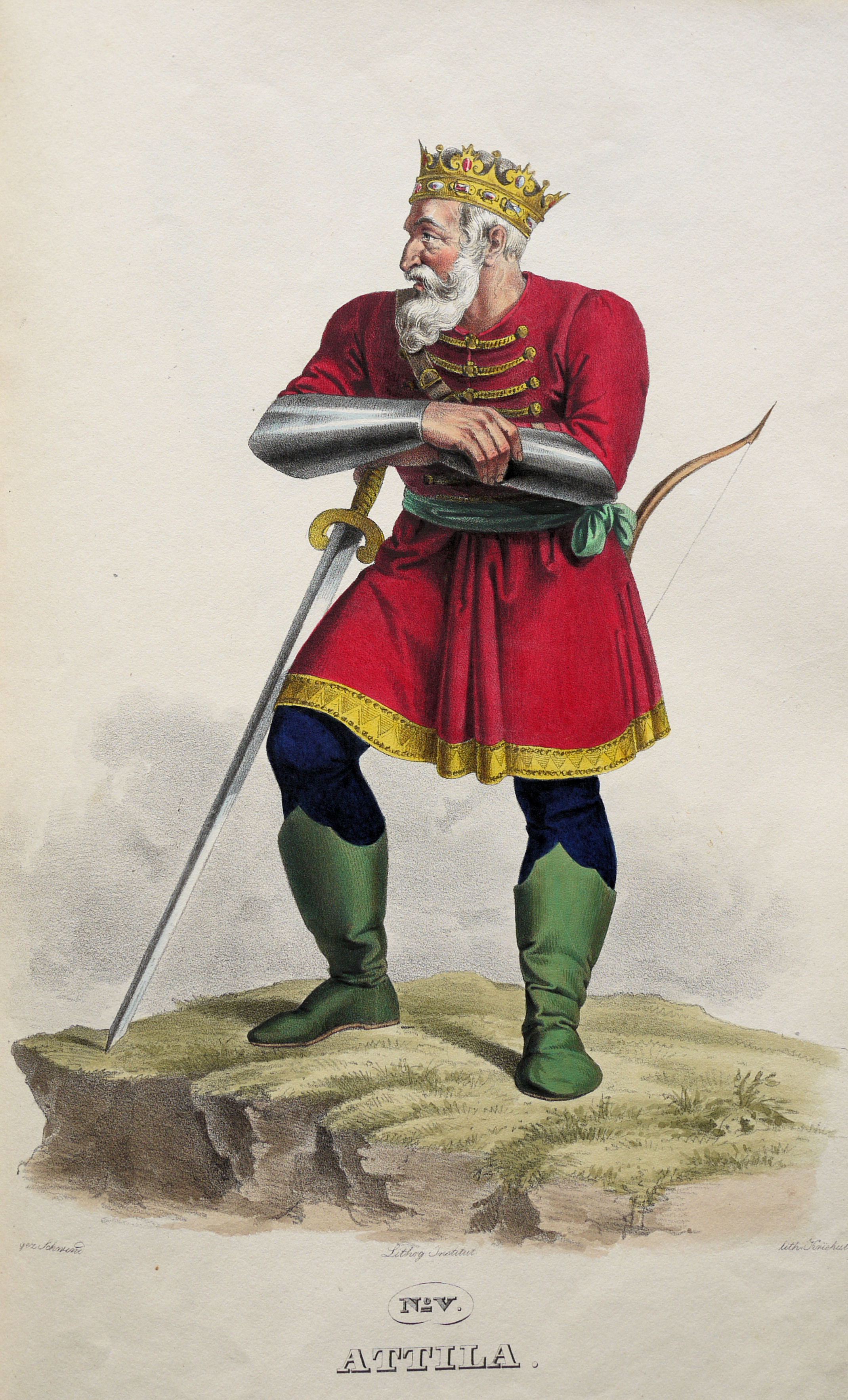
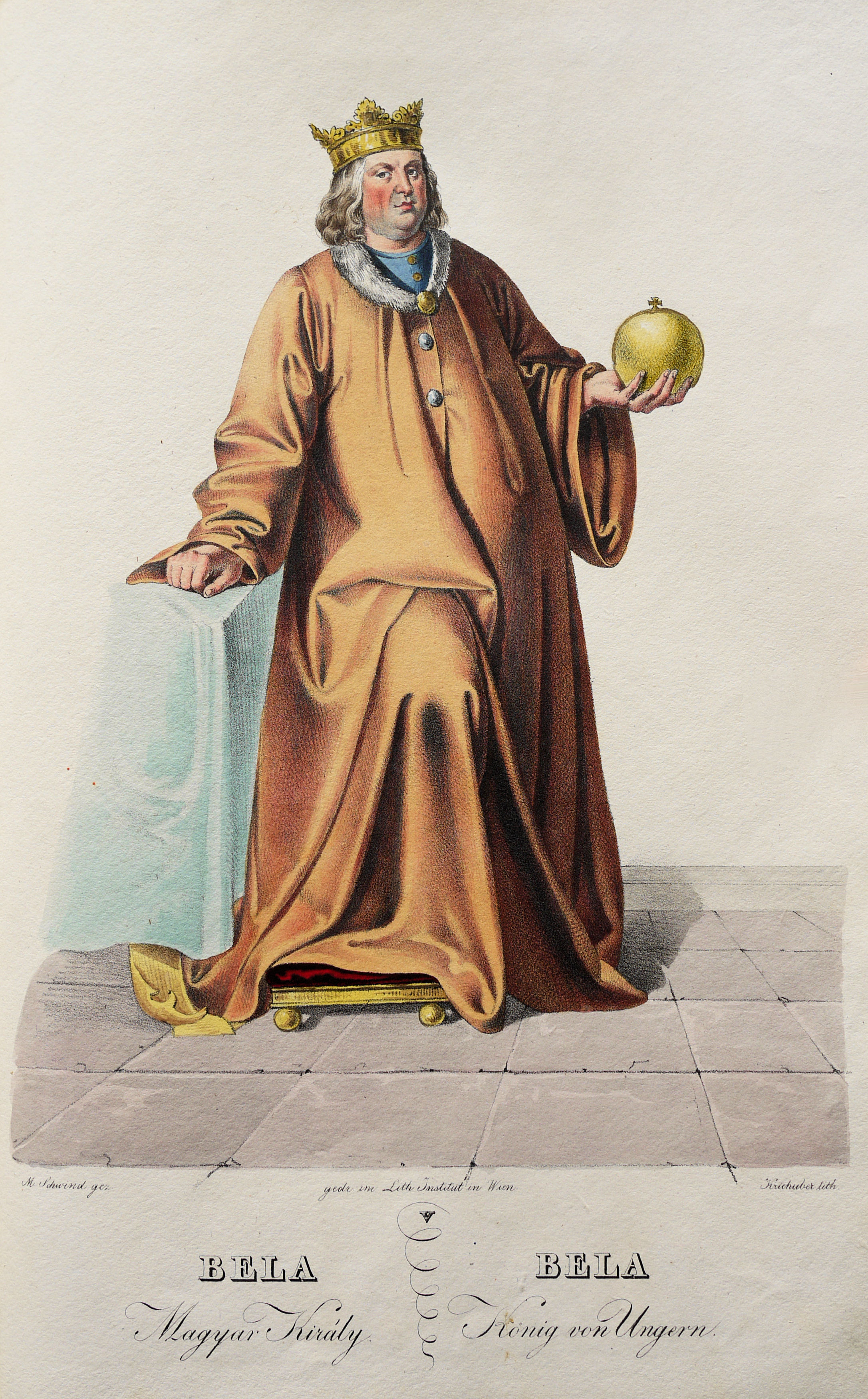
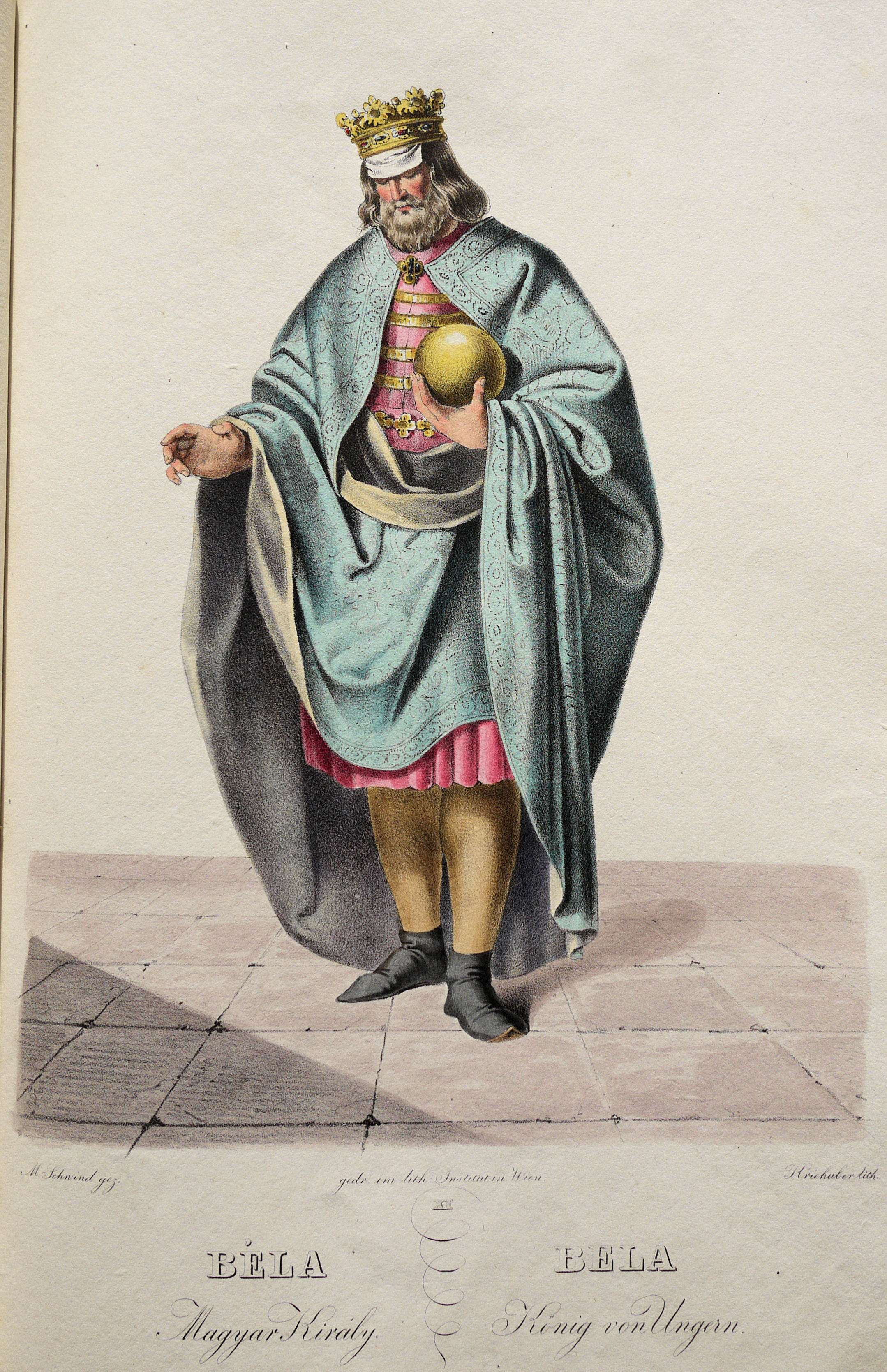
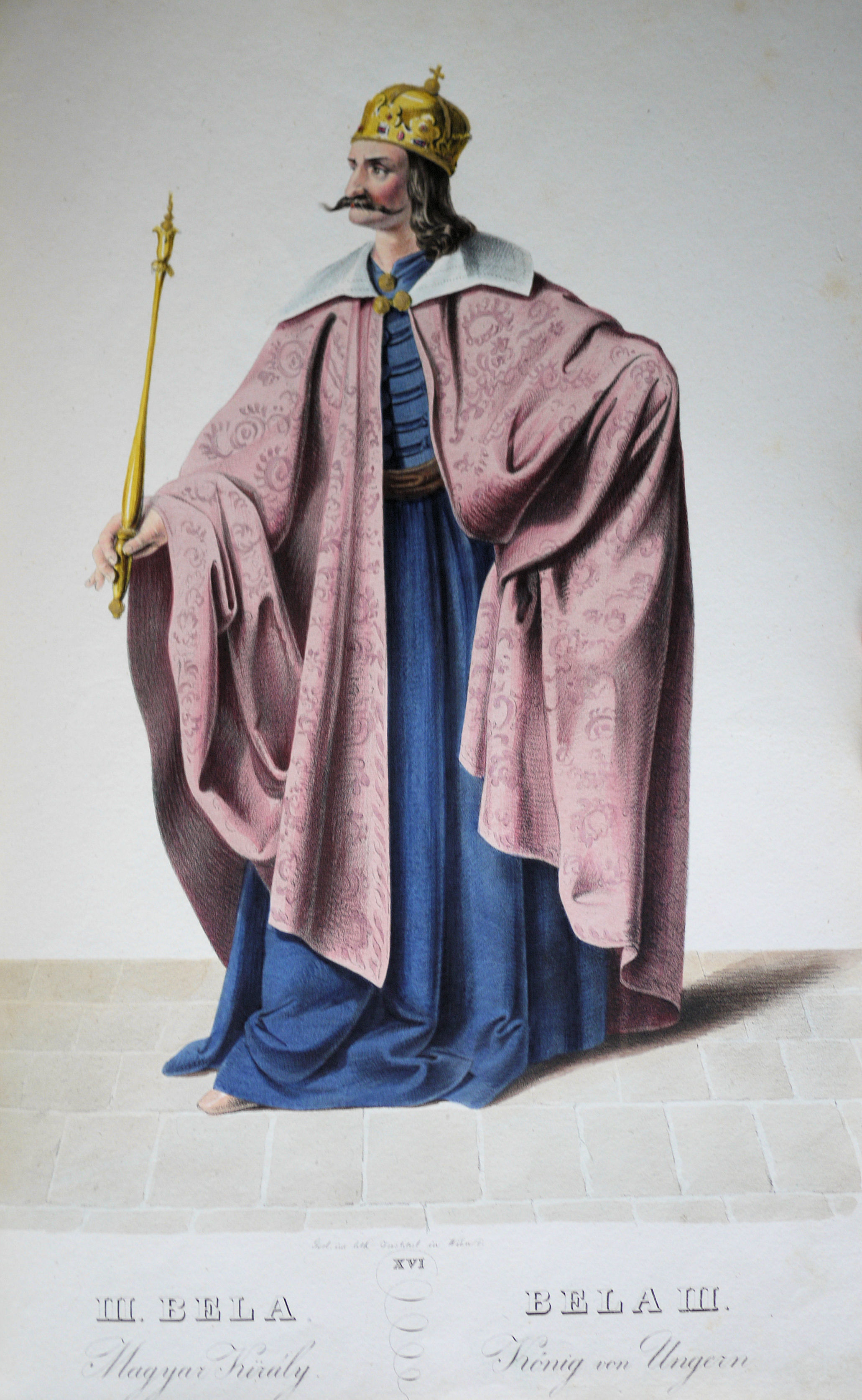
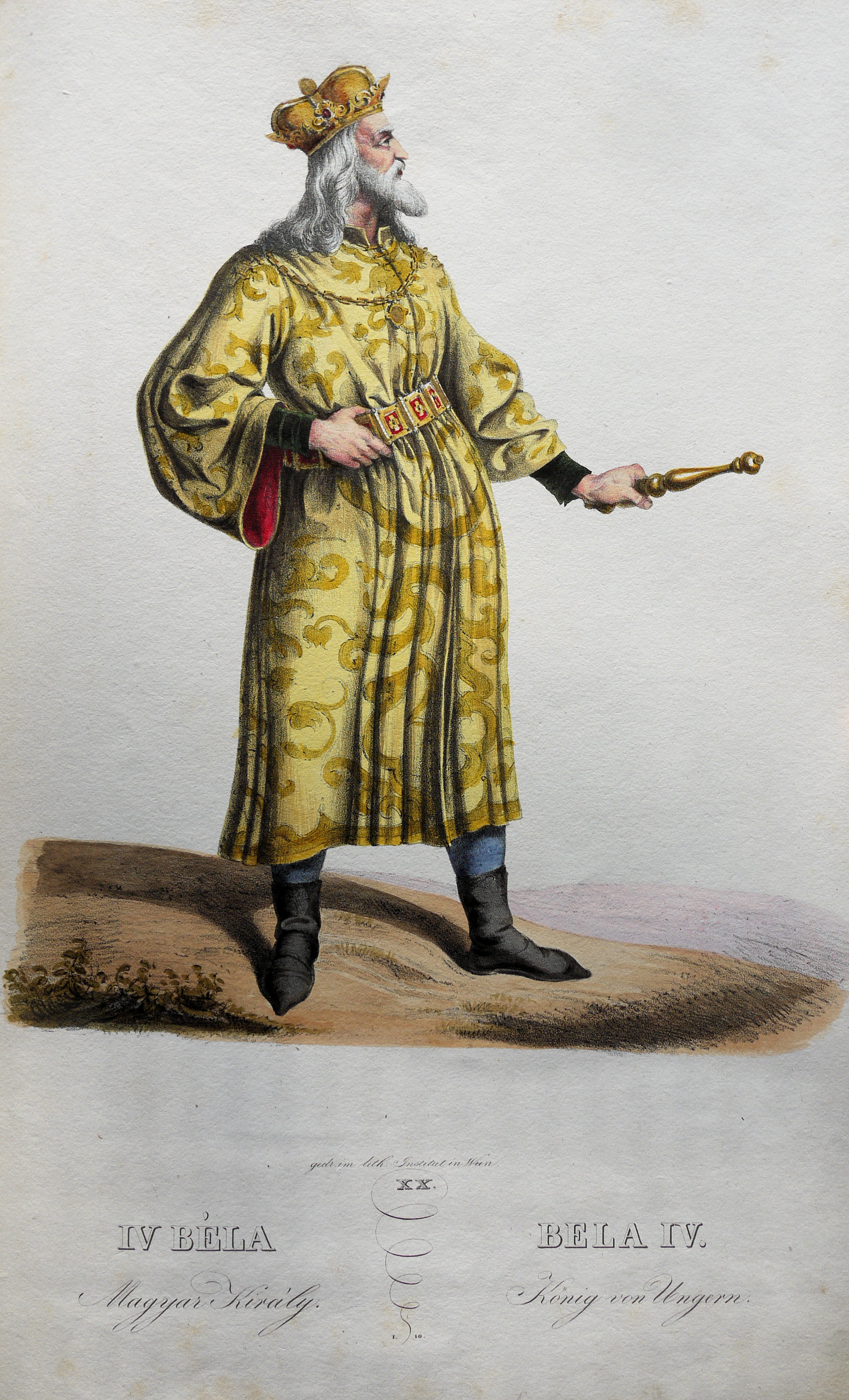
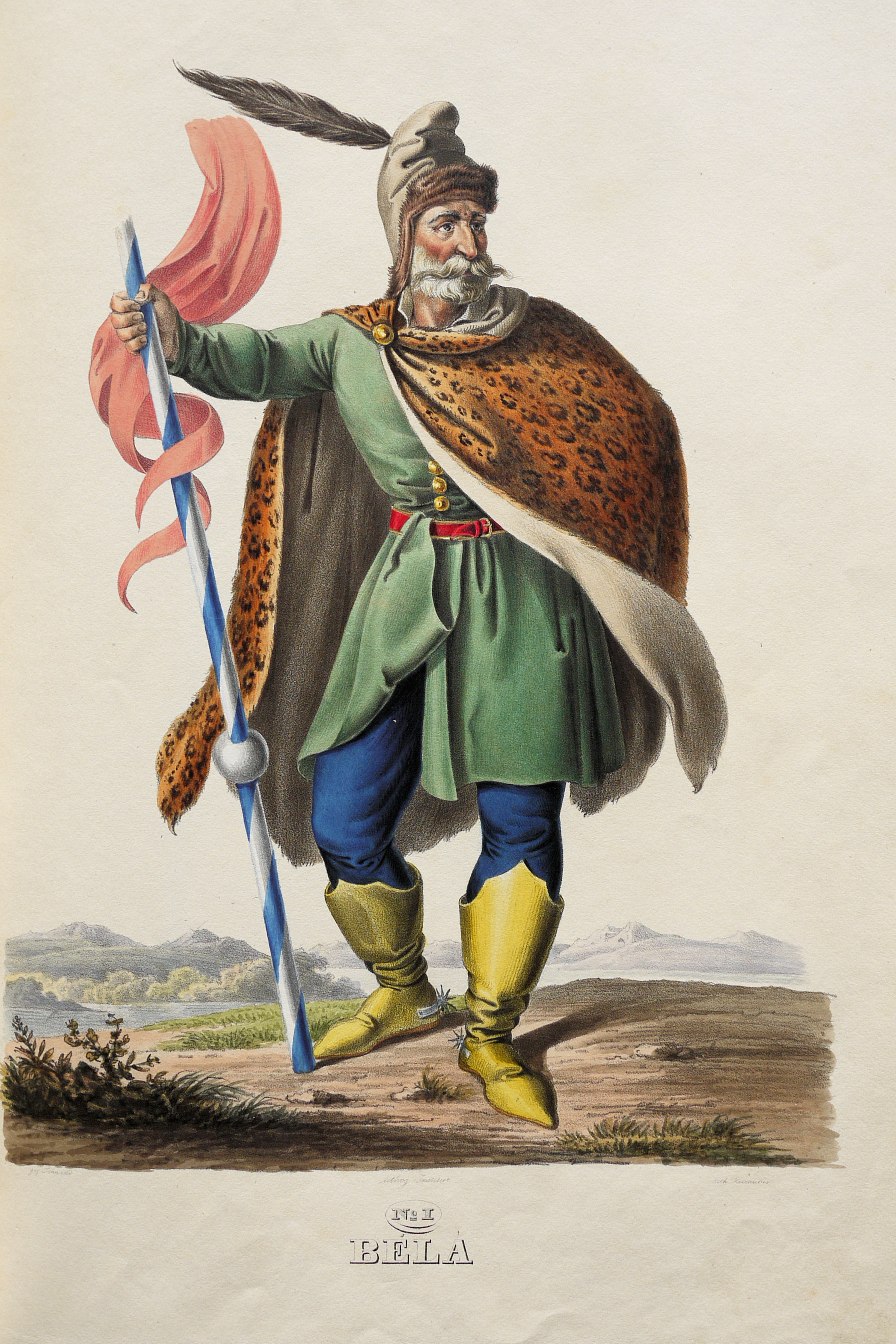
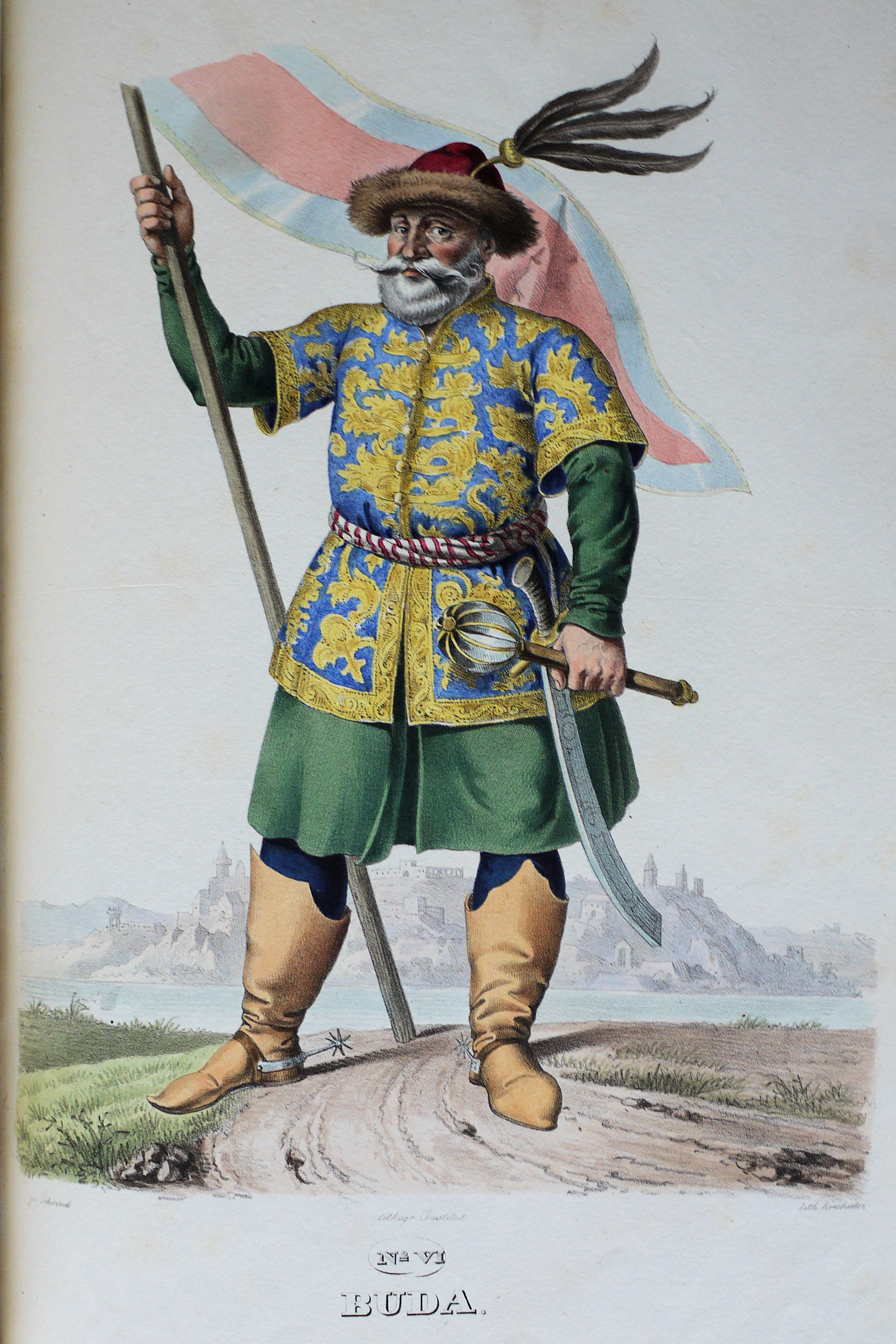
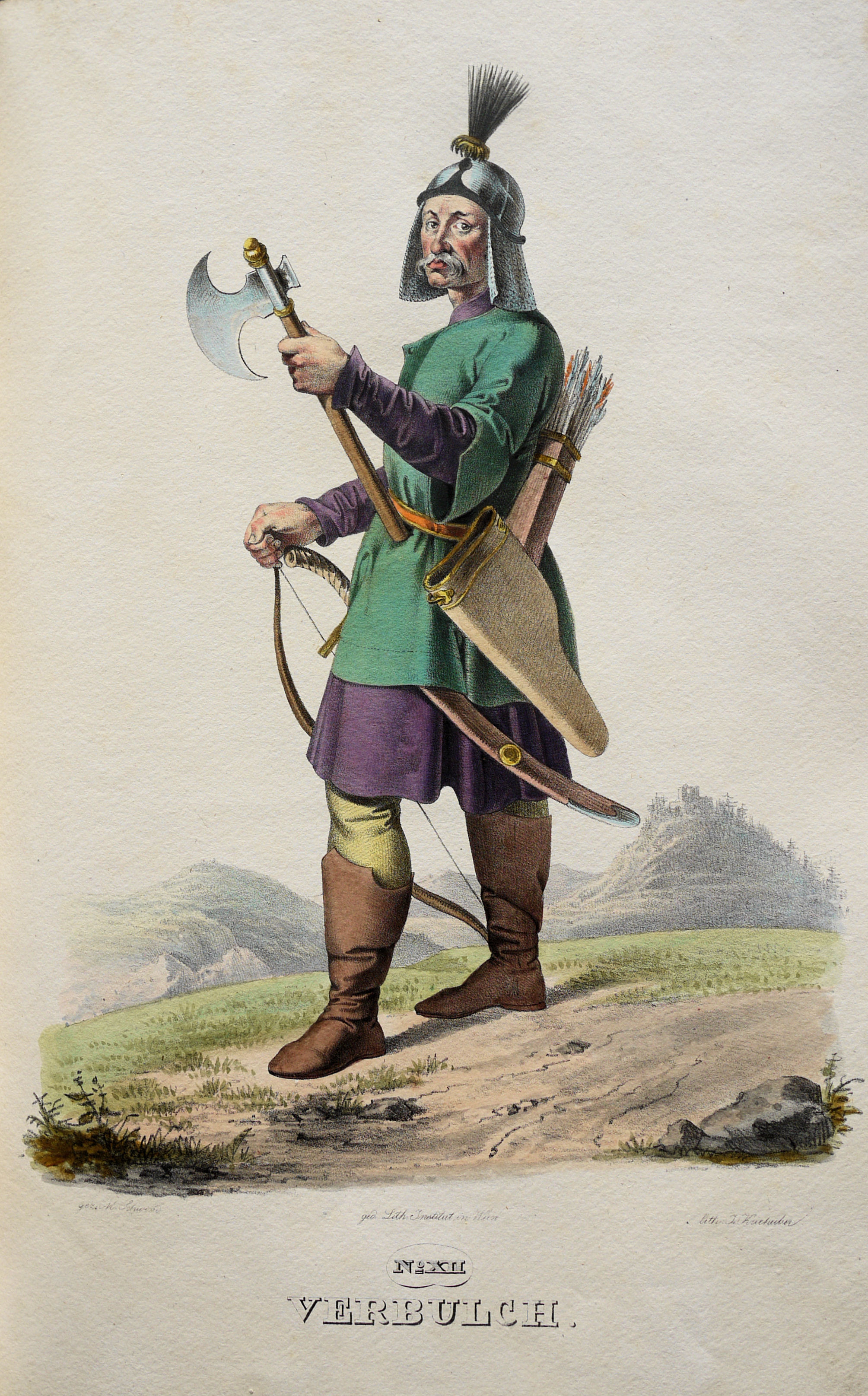
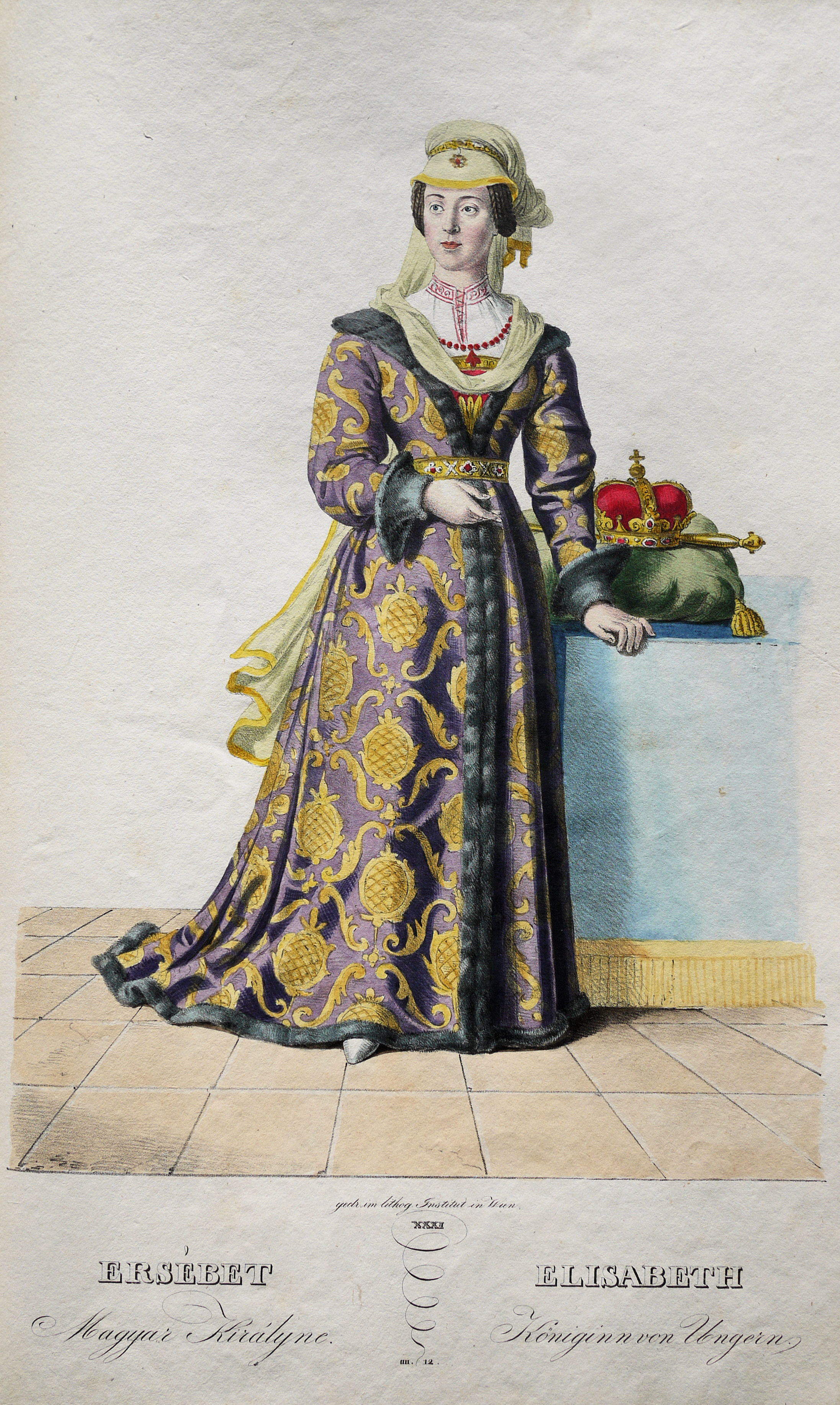
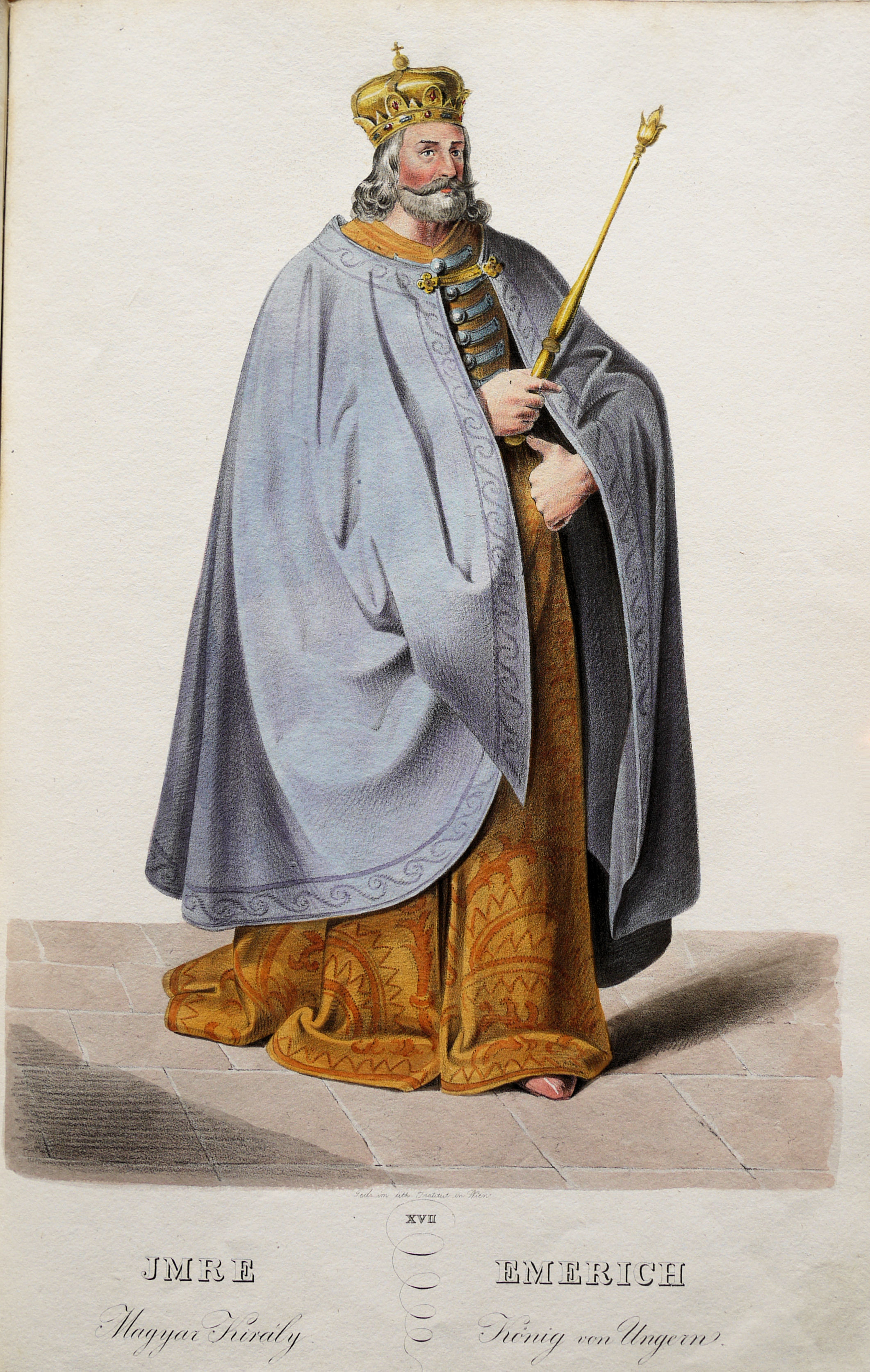
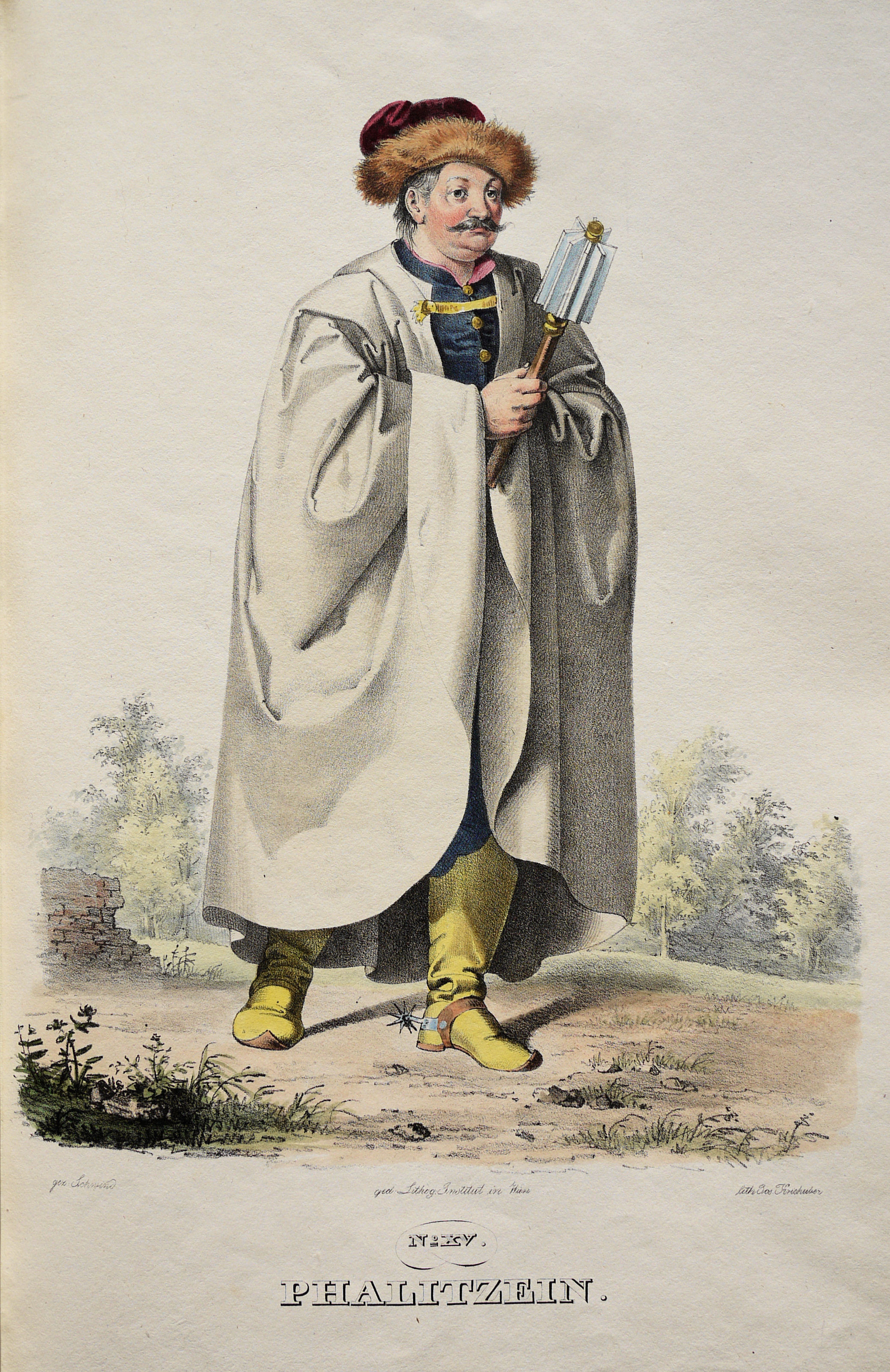
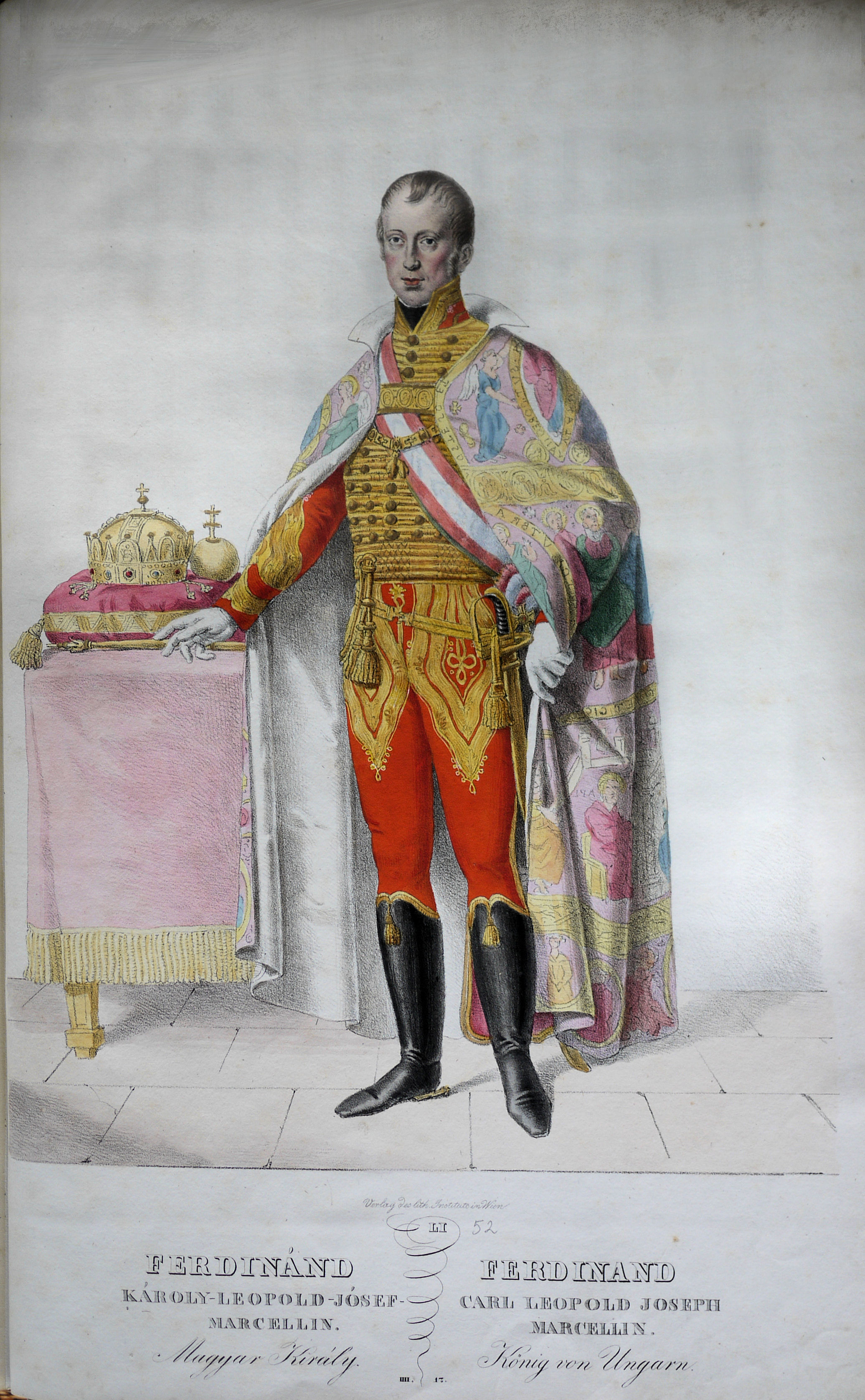
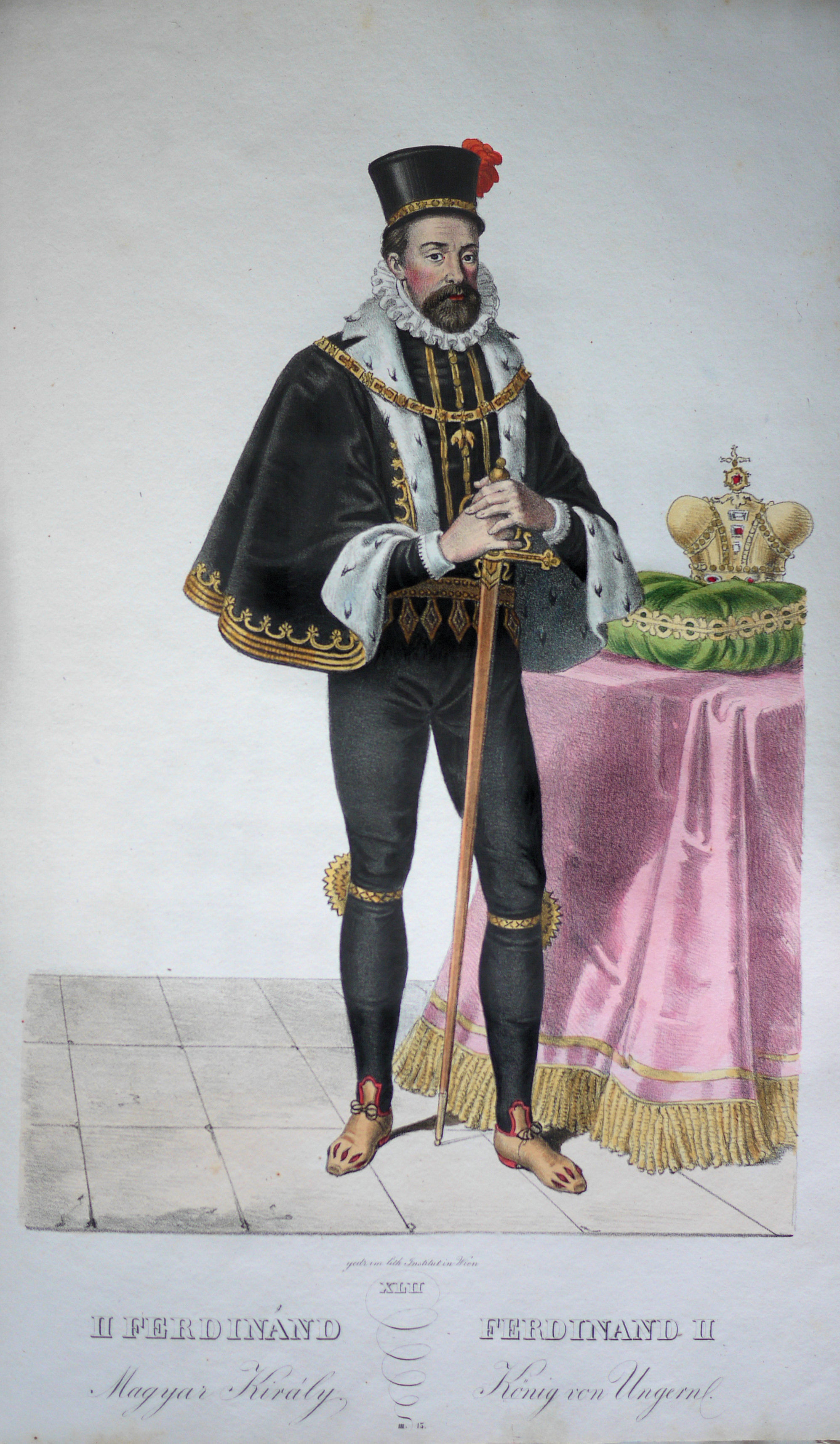
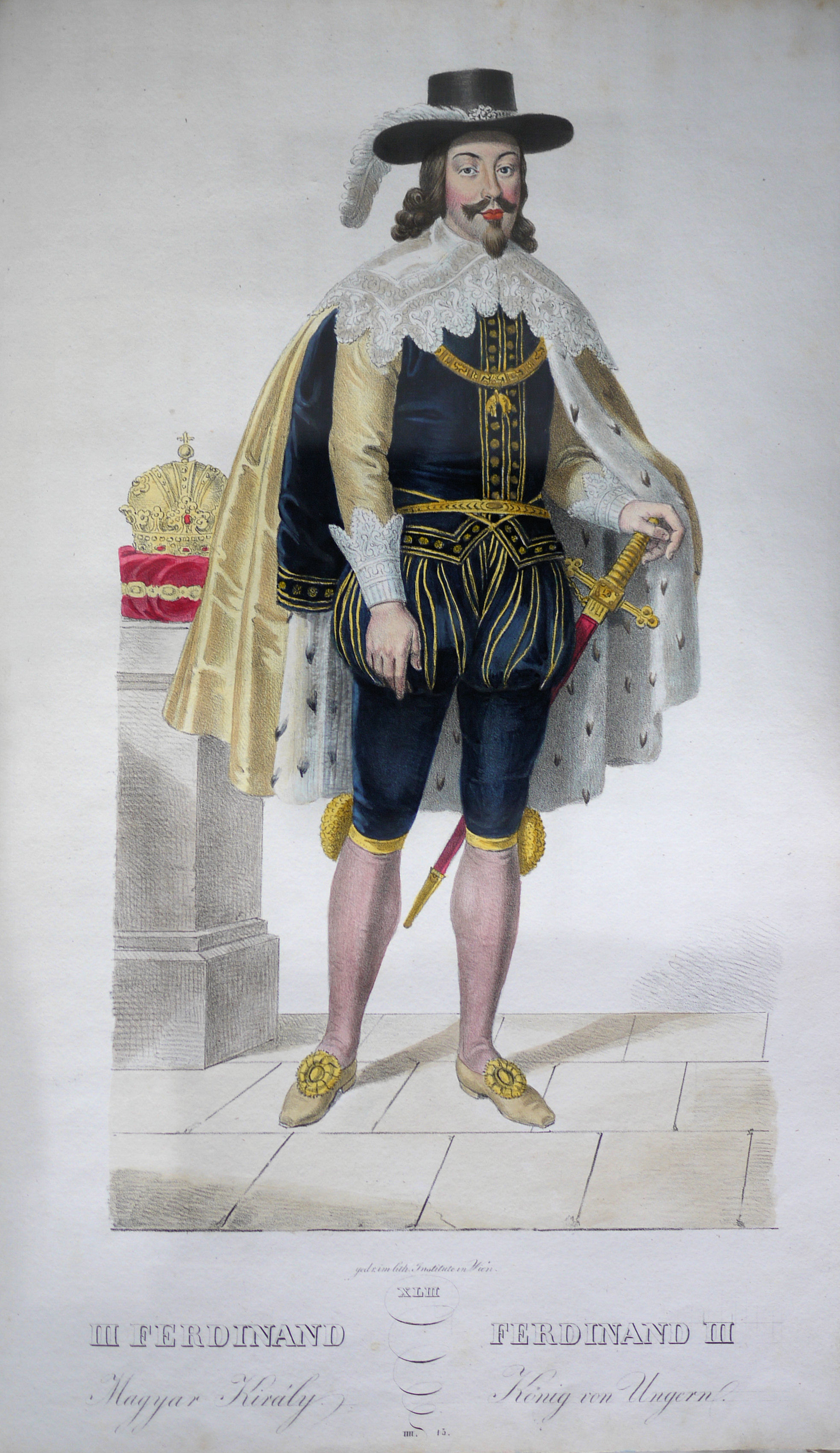
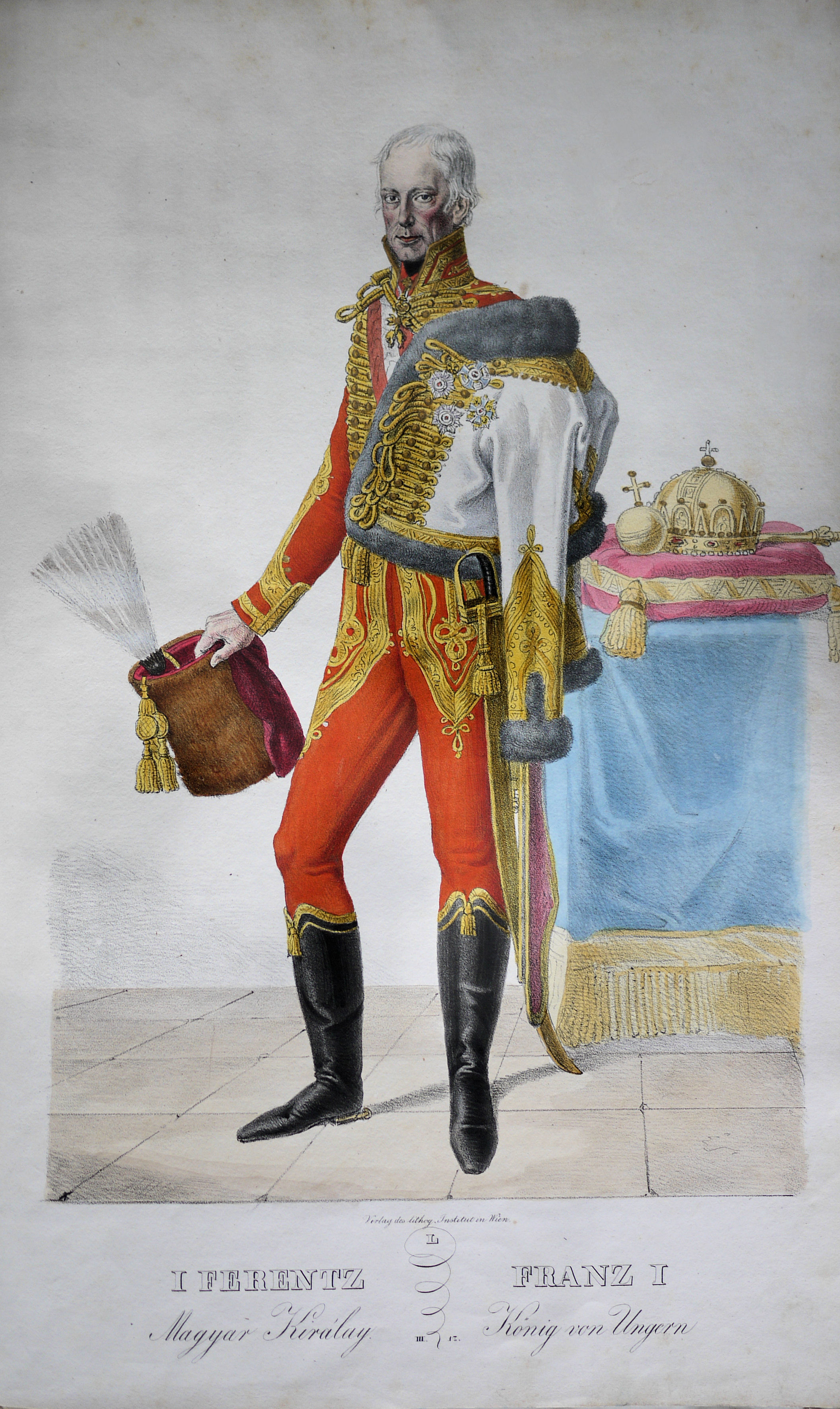